# 自分革命
「自分革命」（じぶんかくめい）は、GReeeeNの楽曲。また、それを元にしたぽむによる日本の漫画作品。ZEN MUSICから2022年5月16日に配信限定でリリースされた。

## LINEマンガとのコラボ
同曲に込められた「主にコロナ禍で様々な活動が制限されているであろう高校生たちを応援するメッセージ」に共感したLINEマンガとのコラボが行われ、同曲を元にしたwebtoon作品がLINEマンガの人気作品『先輩はおとこのこ』の作者ぽむによる描き下ろしとして公開された。タイトルは楽曲と同じく『自分革命』であり、全2話。第1話は2022年4月28日に、第2話は同年5月7日に公開された。
また、このwebtoon作品を活用した、楽曲のMVも2022年6月13日に公開された。

## タイアップ
- ファイントゥデイ ｢シーブリーズ｣ CMソング[1]

## 曲の詳細
1. 自分革命 [3:34]
  - 作詞・作曲 : GReeeeN